# 棄絕期
Sannyasa（梵語：संन्यास；IAST：Sannyāsa），有時拼寫為 Sanyasa，是指一種克制慾望的修行生活，是印度教四個生命階段系統中的第四個階段，前三個是梵行、家住期和Vānaprastha。
Sannyasa是一種以放棄物質慾望和偏見為標誌的禁慾主義形式，其特徵是對物質生活不感興趣並超然，其目的是在和平的靈性追求中生活。 在印度教中，實踐Sannyasa的個人被稱為 sannyasi（男性）或 sannyasini（女性）。Sannyasa 與耆那教修行者的 Sadhu 和 Sadhvi 傳統有相似之處，而 sannyasi 和 sannyasini 則與佛教的比丘和比丘尼有相似之處。
Sannyasa在歷史上一直是印度傳統中克制慾望的修行、不害、和平簡單的生活和靈性追求的階段。然而，在穆斯林入侵印度並建立統治之後，從12世紀到英屬印度時期，部分濕婆派和毘濕奴派苦行者組成軍事組織，發展武術，制定軍事戰略，並從事於游擊戰；此外，他們也幫助歐洲殖民者在印度次大陸建立根基。